# Swiss Open 1992
Die Swiss Open 1992 im Badminton fanden vom 5. bis zum 9. Februar 1992 in der St. Jakobshalle Basel statt. Das Preisgeld betrug 35.000 US-Dollar, was dem Turnier zu einem Zwei-Sterne-Status im Grand Prix verhalf.

## Sieger und Platzierte
| Disziplin    | Gold                                 | Silber                          | Bronze                               |
| ------------ | ------------------------------------ | ------------------------------- | ------------------------------------ |
| Herreneinzel | Joko Suprianto                       | Heryanto Arbi                   | Jeroen van Dijk                      |
| Herreneinzel | Joko Suprianto                       | Heryanto Arbi                   | Chris Bruil                          |
| Dameneinzel  | Astrid van der Knaap                 | Catrine Bengtsson               | Elena Rybkina                        |
| Dameneinzel  | Astrid van der Knaap                 | Catrine Bengtsson               | Anne Gibson                          |
| Herrendoppel | Jan-Eric Antonsson Stellan Österberg | Mikael Rosén Patrik Andreasson  | Christian Ljungmark Rikard Magnusson |
| Herrendoppel | Jan-Eric Antonsson Stellan Österberg | Mikael Rosén Patrik Andreasson  | Michael Helber Michael Keck          |
| Damendoppel  | Maria Bengtsson Catrine Bengtsson    | Katrin Schmidt Kerstin Ubben    | Bożena Haracz Beata Syta             |
| Damendoppel  | Maria Bengtsson Catrine Bengtsson    | Katrin Schmidt Kerstin Ubben    | Sonja Mellink Monique Hoogland       |
| Mixed        | Mikael Rosén Maria Bengtsson         | Jan-Eric Antonsson Astrid Crabo | Michael Keck Anne-Katrin Seid        |
| Mixed        | Mikael Rosén Maria Bengtsson         | Jan-Eric Antonsson Astrid Crabo | Jerzy Dołhan Bożena Haracz           |